# Aimé Cassayet-Armagnac
Pour les articles homonymes, voir Armagnac.

a Compétitions nationales et continentales officielles uniquement.

b Matchs officiels uniquement.
Aimé (Aymé) Cassayet-Armagnac (dit le Boulanger), né le 9 avril 1893 à Mont-de-Marsan et mort le 26 mai 1927 à Narbonne, est un joueur international français de rugby à XV ayant joué au Stadoceste tarbais, à Saint-Gaudens et au Racing Club de Narbonne.
Il remporte la Coupe de l'Espérance en 1919 et le championnat de France en 1920 avec Tarbes. Il est également vice-champion olympique en 1924.

## Biographie

### Carrière en rugby à XV

#### En club
Aimé Cassayet-Armagnac était un joueur de rugby à XV mesurant 1,82 m pour 88 kg ayant évolué au poste de seconde ligne au Stadoceste tarbais jusqu'en 1920. Avec Tarbes, il est dans un premier temps finaliste du Championnat de France en 1914. Il ne joue cependant pas la finale perdue face à l'AS Perpignan (défaite 8-7), écarté par son équipe. Il remporte ensuite la Coupe de l'Espérance en 1919 en battant en finale l'Aviron bayonnais sur le score de 4 à 3,. L'année suivante, en 1920, il est champion de France après avoir battu le Racing Club de France 8 à 3 en finale.  Puis, il joue à Saint-Gaudens de 1920 à 1923 et enfin au Racing Club de Narbonne dont il fut le capitaine, de 1923 à 1927.

#### En sélection nationale
Sélectionné pour la première fois sous le maillot de l'équipe de France de rugby à XV en 1920 contre l'Écosse, il devient un cadre de l’équipe nationale, jusqu'à en devenir le capitaine et une grande figure avec plus de trente rencontres internationales disputées. En 1922, il inscrit un essai contre l'Angleterre, plongeant derrière la ligne après une mêlée, dans le match nul 11-11. Son dernier match sous le maillot tricolore, en tant que capitaine, eut lieu le 26 février 1927 à Swansea face au pays de Galles, à l'âge de 34 ans. Il meurt trois mois plus tard des suites d'une méningite, précédée d'une péritonite aiguë,.
Son surnom provient du fait qu'il distribuait « généreusement » des pains à ses adversaires sur le terrain. Les Anglais disaient souvent qu'il fallait éviter de se frotter à lui.

### Vie personnelle
Prisonnier de guerre lors de la Première Guerre mondiale, conflit lors duquel son frère Eugène meurt, il devint ensuite employé aux chemins de fer.
Il a donné son nom à l'un des stades narbonnais. Une rue de la ville porte également son nom.
Il repose au cimetière de la Sède de Tarbes.

## Statistiques
Aimé Cassayet-Armagnac compte 31 sélections en équipe de France, de 1920 à 1927. Il a pris part à huit éditions consécutives du Tournoi des Cinq Nations (Eugène Ribère 10, Adolphe Jauréguy 9) en 1920, 1921, 1922, 1923, 1924, 1925, 1926, 1927. Il fut capitaine de l'équipe nationale de 1924 à 1927 à huit reprises. Il détint le record du nombre de sélections nationales jusqu'en 1931 (avec Adolphe Jauréguy de 1929 à 1931), année où Eugène Ribère leur succéda.
| Année | Compétition     | Matchs | Points | Essais |
| ----- | --------------- | ------ | ------ | ------ |
| 1920  | Cinq Nations    | 3      | -      | -      |
| 1920  | Test matchs     | 1      | -      | -      |
| 1921  | Cinq Nations    | 3      | 3      | 1      |
| 1922  | Cinq Nations    | 3      | 3      | 1      |
| 1923  | Cinq Nations    | 4      | -      | -      |
| 1924  | Cinq Nations    | 3      | -      | -      |
| 1924  | Jeux olympiques | 2      | -      | -      |
| 1925  | Cinq Nations    | 3      | -      | -      |
| 1925  | Test matchs     | 1      | 3      | 1      |
| 1926  | Cinq Nations    | 4      | -      | -      |
| 1926  | Test matchs     | 1      | -      | -      |
| 1927  | Cinq Nations    | 3      | -      | -      |
| Total | Total           | 31     | 9      | 3      |

| Numéro | Date            | Lieu                                     | Adversaire       | Compétition       | Résultat | Score |
| ------ | --------------- | ---------------------------------------- | ---------------- | ----------------- | -------- | ----- |
| 1      | 9 avril 1921    | Stade olympique Yves-du-Manoir, Colombes | Irlande          | Cinq Nations 1921 | Victoire | 20-10 |
| 2      | 25 février 1922 | Stade de Twickenham, Londres             | Angleterre       | Cinq Nations 1922 | Nul      | 11-11 |
| 3      | 18 janvier 1925 | Stade des Ponts-Jumeaux, Toulouse        | Nouvelle-Zélande | Test match        | Défaite  | 6-30  |

## Palmarès

### En club
- Stadoceste tarbais
  - Finaliste du Championnat de France en 1914
  - Vainqueur de la Coupe de l'Espérance en 1919
  - Vainqueur du Championnat de France en 1920
  - Champion d'Armagnac-Bigorre en 1920

### En sélection nationale
- France
  - Vainqueur des Jeux Interalliés en 1919[12]
  - Vice-champion olympique en 1924

#### Tournoi des Cinq Nations
| Édition           | Rang | Résultats France | Résultats Cassayet | Matchs Cassayet |
| ----------------- | ---- | ---------------- | ------------------ | --------------- |
| Cinq Nations 1920 | 4    | 1 v, 0 n, 3 d    | 0 v, 0 n, 3 d      | 3/4             |
| Cinq Nations 1921 | 2    | 2 v, 0 n, 2 d    | 1 v, 0 n, 2 d      | 3/4             |
| Cinq Nations 1922 | 4    | 0 v, 2 n, 2 d    | 0 v, 2 n, 1 d      | 3/4             |
| Cinq Nations 1923 | 3    | 1 v, 0 n, 3 d    | 1 v, 0 n, 3 d      | 4/4             |
| Cinq Nations 1924 | 4    | 1 v, 0 n, 3 d    | 1 v, 0 n, 2 d      | 3/4             |
| Cinq Nations 1925 | 5    | 0 v, 0 n, 4 d    | 0 v, 0 n, 3 d      | 3/4             |
| Cinq Nations 1926 | 5    | 0 v, 0 n, 4 d    | 0 v, 0 n, 4 d      | 4/4             |
| Cinq Nations 1927 | 4    | 1 v, 0 n, 3 d    | 0 v, 0 n, 3 d      | 3/4             |